# Tours de Kharraqan
Les tours de Kharraqan sont des mausolées construits en 1067 et 1093 sous l'empire Seldjoukide.
Ils sont situés sur les plaines à la frontière de la province de Qazvin, à 33 km à l'ouest d'Abgarm sur la route Hamadan-Qazvin, en Iran. 

## Description
Ces tours sont des vestiges de l'architecture de la période seldjoukide, dans la Perse médiévale.
La tour orientale date de 1067-1068, tandis que la tour occidentale date de 1093. Les deux tours semblent être l'œuvre des mêmes architectes, Muhammad bin Makki al-Zanjani et Abu'l-Ma'ali bin Makki al-Zanjani. 
Les structures en briques sont situées à 29 mètres l'une de l'autre. Elles s'élèvent à 15 mètres de hauteur, pour 4 mètres de largeur, et sont particulièrement remarquables pour leur géométrie et leur décoration extérieure, ce qui les classe parmi les monuments de briques les plus finement décorés découverts jusqu'à présent en Iran. Elles ont une base octogonale avec des contreforts arrondis aux angles et sont pourvues de coupoles à double coque. Ces deux tours sont rattachées au style architectural Razi. 
Les deux propriétaires semblent être d'origine turque, mais leurs noms précis restent inconnus du fait d'inscriptions incomplètes. D'après leur lecture, le docteur Samuel Miklos Stern attribue la première tombe à Abu Said Bijar, fils de Sad ... (ligne incomplète), et la seconde à Abu Mansur Iltayti, fils de Takin.

## Séisme de 2002 à Bou'in-Zahra
Les deux tours ont été fortement endommagées par le séisme de 2002 à Bou'in-Zahra. Elles étaient jusqu'alors bien conservées, ce qui laisse penser qu'il s'agissait de l'un des séismes les plus puissants qu'ait connue la région ces 900 dernières années.